# Kontiolahti
Kontiolahti [ˈkɔntiɔlɑhti] (schwedisch historisch Kontiolax) ist eine Gemeinde im Osten Finnlands mit 15.157 Einwohnern (Stand 31. Dezember 2022). Sie liegt in der Mitte der Landschaft Nordkarelien am Ufer des Höytiäinen-Sees rund 20 km nördlich von Joensuu. Die Kirchengemeinde Kontiolahti besteht seit 1783, die politische Gemeinde seit 1873. Der Name Kontiolahti bedeutet wörtlich „Bärenbucht“. 

## Ortsteile
Die größten Siedlungszentren sind das Kirchdorf Kontiolahti und Lehmo. Außerdem gehören zum Gemeindegebiet die Dörfer Herajärvi, Iiksi, Jakokoski, Kontioniemi, Kulho, Kunnasniemi, Lehmo, Mönni, Onttola, Paihola, Puntarikoski, Pyytivaara, Rantakylä-Romppala, Selkie, Varparanta und Venejoki.

## Wirtschaft
Kontiolahti profitiert stark von der Nähe zu Joensuu, der größten Stadt Nordkareliens. Im Gegensatz zu den meisten Gemeinden der strukturschwachen Region stieg die Einwohnerzahl seit 1978 konstant an. Auch die Arbeitslosenquote war bis 2006 mit 11,5 Prozent für nordkarelische Verhältnisse niedrig. Ein wichtiger Arbeitgeber sind die finnischen Streitkräfte, die in Kontiolahti eine Garnison unterhalten.
Größte Arbeitgeber war bis 2007 der Elektronikkonzern Perlos Oyj, der am Standort Kontiolahti zuletzt 1240 Menschen beschäftigte. Am 15. Januar 2007 teilte die Konzernleitung mit, dass Perlos sämtliche Produktionsstätten in Finnland schließen und im Laufe des Jahres 1400 Mitarbeiter entlassen wird, darunter alle bisher im Werk Kontiolahti Beschäftigten. Dadurch fiel auf einen Schlag ein Viertel aller Industriearbeitsplätze Nordkareliens weg. Wegen der Auswirkungen für die Gemeinde und die Region nennen einheimische Medien diesen Tag „Schwarzer Montag“ (musta maanantai).

## Sport
International ist das Kontiolahden ampumahiihtokeskus als regelmäßiger Austragungsort von Biathlonrennen bekannt. Neben zahlreichen Welt- und IBU-Cups war Kontiolahti mehrmals Austragungsort von Biathlon-Weltmeisterschaften. Die Weltmeisterschaften 1999 und zuvor bereits die Wettbewerbe in der Männer-Staffel bei den Weltmeisterschaften 1990, als Ersatz für Minsk beziehungsweise Oslo, wurden in Kontiolahti entschieden. Auch die Weltmeisterschaften 2015 wurden an die Stadt vergeben. Die Biathlon-Juniorenweltmeisterschaften 2005 und 2012 wurden ebenfalls in Kontiolahti veranstaltet.

## Söhne und Töchter
- Mikko Hyvärinen (1889–1973), Geräteturner
- Vilho Väisälä (1889–1969), Meteorologe und Unternehmer
- Eero Hyvärinen (1890–1973), Geräteturner
- Yrjö Väisälä (1891–1971), Physiker und Astronom
- Kalle Väisälä (1893–1968), Mathematiker und Pädagoge
- Hannu Kapanen (* 1951), Eishockeyspieler
- Lauri Dalla Valle (* 1991), Fußballspieler